# Caja de Ahorros de Cádiz
La Caja de Ahorros de Cádiz (Caja de Ahorros y Monte de Piedad de Cádiz) fue una caja de ahorros y monte de piedad fundada en Cádiz en 1884. En 1991 se unió con el Monte de Piedad y Caja de Ahorros de Ronda, el Monte de Piedad y Caja de Ahorros de Almería, la Caja de Ahorros Provincial de Málaga y la Caja de Ahorros y Préstamos de Antequera para constituir el Monte de Piedad y Caja de Ahorros de Ronda, Cádiz, Almería, Málaga y Antequera, comercialmente conocida como Unicaja.
La más antigua de las cinco cajas que formarían Unicaja, para su creación colaboraron la junta de beneficencia de Cádiz, el Ayuntamiento de Cádiz, el cabildo catedralicio, la compañía Transatlántica de Navegación y otros benefactores privados. Durante sus primeros diez meses atendió más de 13.000 empeños.